# Хенрик Ибсен
Хенрик Юхан Ибсен (на норвежки: Henrik Johan Ibsen) е норвежки драматург (20 март 1828 – 23 май 1906), наричан „баща на съвременната драма“; считан е за най-големия норвежки автор и един от най-значимите драматурзи на всички времена. Смята се, че Ибсен е най-често поставяният класически драматург след Уилям Шекспир.

## Биография
Хенрик Ибсен е роден през 1828 г. в крайморския град Шиен. Баща му, Кнут Ибсен, е бил заможен корабопритежател, който през 1836 г. се разорява. Семейството обеднява и търпи големи лишения. През 1844 г., когато е на шестнадесетгодишна възраст, Хенрик постъпва да учи в една аптека в град Гримста. В този провинциален град той се сблъсква с ограничената еснафска обстановка и впечатленията му от няколкогодишния живот в тоя град са дали значителен жизнен материал за бъдещите му произведения. Първата драма на Ибсен е „Катилина“ (1849) със сюжет от римската история. През 1850 г. той пристига в столицата на Норвегия, Кристиания (днес Осло), с намерение да се запише да следва медицина, но не го приемат. Тогава се насочва към обществена, журналистическа и литературна дейност. През 1851 г. го назначават за художествен ръководител и драматург на Националния театър в Берген. Ибсен започва трудна борба за създаване на национална норвежка драматургия. Борбата му против датското влияние за създаване на норвежки театър продължава и когато през 1857 г. постъпва като художествен ръководител на държавния театър в столицата. Ибсен се е борил и за утвърждаване на норвежкия език като литературен, защото до към средата на 19 век писателите в Норвегия са писали на датски език, като смятали норвежкия за груб, простоват.

## Творчество
Ибсен твори в продължение на повече от 50 години, като е написал голям брой драматични творби.
Драмата „Борба за престол“ се отнася към ранните му произведения. Сюжетът ̀и е от далечното минало на Норвегия, събития станали през 13 век. Национално-романтичен сюжет има и драмата „Фру Ингер от Естрот“ (1854). Действието се развива през 16 век, когато Норвегия е била подвластна на Дания. Други пиеси на Ибсен с национална тематика са „Ратниците в Хелголанд“, „Юнашка могила“, „Празникът в Солхауг“ и др.
През 1864 г. Ибсен напуска Норвегия по лични причини и дълго живее в Италия и Германия. През 1865 г. завършва поемата „Бранд“. През 1867 г. създава в Италия драматическата поема „Пер Гинт“, богата на приказно-фантастични елементи. Действието ̀и се развива от началото на 19 век до 60-те години, първоначално в долините и планините на Норвегия, после по бреговете на Мароко, в Сахара, в Египет и отново се пренася в Норвегия. През 1877 г. написва драмата „Стълбовете на обществото“. С нея задълбочава критиката си на буржоазната действителност.
Няколко години след това пише драмата „Куклен дом“ (Нора). Тя се отнася към онези творби, които са били посрещнати с най-остри спорове, от една страна утвърдително, от друга – с безпощадни нападки и клевети към автора.
Не по-малко спорове предизвиква и следващата драма на Ибсен „Призраци“ (1881). Нито един театър в Норвегия, Швеция, Дания, Германия, Италия и другаде не се решава да постави „Призраци“ на сцена. Едва през 1883 г., две години след възникването на тази драма, една частна трупа, състояща се от ценители на Ибсен, играе „Призраци“ на провинциална сцена. Представлението има огромен успех и постепенно драмата успява да се наложи и на големите театри в Европа.
Една година след „Призраци“ излиза „Обществен враг“ (1882), която в известен смисъл представлява продължение на първата.
През 80-те и 90-те години на 19 век Ибсен създава драмите „Дивата патица“, „Росмерсхолм“, „Морска жена“, „Хеда Габлер“, „Майстор Солнес“, „Малкият Ейолф“, „Юн Габриел Боркман“, „Когато ние, мъртвите, се пробудим“. В тези негови драми трагизмът все повече се засилва.

## Влияние
Пиесите на Ибсен били скандални за времето си, когато викторианските семейни ценности и морал господстват над Европа и всяко предизвикателство към тях бива считано за безнравствено и възмутително. А творбите на Ибсен разбулват действителността отвъд маската по начин, който всява смут у съвременниците му.
Хенрик Ибсен има голям принос към съвременната театрална сцена с внесената от него критичност и свободно изследване на житейските обстоятелства и проблемите на морала. Викторианските пиеси следвало да са морални драми с главни действащи лица благородници, изправили се срещу тъмните сили; всяка пиеса трябвало да завършва с подходяща поука, но винаги с посланието, че доброто носи щастие, а развратът – болка. Ибсен отправя предизвикателство към тази представа и други възгледи от епохата, разбивайки илюзиите на аудиторията си.

## Памет
- От 1986 г. в Норвегия се присъжда национална награда „Ибсен“ за принос към драматургията, а от 2008 г. – Международна награда „Ибсен“.[3]
- На Хенрик Ибсен е наречена улица в София (Карта).

## Издания
- Хенрик Ибсен. Драми. С., Хемус груп, 2003.
- Хенрик Ибсен. Пет драми. С., Хемус груп, 2010.

## Изследвания
- Ибсен във времето. С., УИ „Св. Климент Охридски“, 2008, 294 с. ISBN 9789540728575